# Baskin - La porta dell'inferno
Baskin - La porta dell'inferno è un film horror turco del 2015, diretto da Can Evrenol presentato ufficialmente al Toronto International Film Festival dell'11 settembre 2015. Il film si basa su un soggetto già utilizzato da Can Evrenol per un cortometraggio nel 2013. L'opera è il primo lungometraggio diretto da Evrenol nella sua carriera.

## Trama
Nell'incipit, vediamo un bambino che si sveglia di soprassalto da un brutto sogno e sente sua madre gemere dall'altra stanza. Spaventato, il ragazzino cerca di svegliare sua madre bussandole alla porta, ma non ottiene risposta; a questo punto inizia a vagare per la casa, ma viene aggredito da una creatura misteriosa, dalle sembianze di un cadavere. A questo punto, il bambino bussa sempre più selvaggiamente alla camera di sua madre, in preda al terrore mentre la creatura gli si avvicina.
Lo scenario cambia radicalmente: 5 poliziotti sono a cena insieme in una trattoria, 4 di loro bivaccano allegramente mentre il quinto, Seyfi, è in preda ad una terribile emicrania. Mentre lo chef cucina della carne, la cena ed i divertimenti continuano; i 4 iniziano a parlare del più e del meno, raccontando di alcuni aneddoti legati a rapporti sessuali con animali e prostituzione. Yavuz, in particolare, racconta di una volta in cui caricò in macchina una prostituta che sembrava una modella di Victoria's Secret ma che si è poi rivelata una donna transessuale. Un cameriere ride dopo aver sentito questa storia, e questo scatena un diverbio che sfocia poi nella rissa. Nel frattempo Seyfi, che all'inizio del diverbio era scappato in bagno, emette delle terribili urla: i compagni lo raggiungono immediatamente, scoprendo che ha avuto una sorta di raptus. A questo punto, i poliziotti vanno via.
Mentre sono nel loro pulmino, i poliziotti continuano a divertirsi, ascoltare musica e ballare mentre proprio Seyfi, che fino ad un attimo prima stava male, guida. Il gruppo riceve una chiamata con richiesta di rinforzi ed inizia dunque a dirigersi verso una determinata meta: Seyfi si convince tuttavia di aver visto un uomo nudo vagare per la strada, e così i poliziotti scendono a controllare cosa succede. Una volta per strada, tuttavia, gli unici esseri viventi sono delle rane: ciononostante una forza sembra aggredire il gruppo e vengono rinvenuti dei graffi sul bus. Il viaggio allora ricomincia, ma dura molto poco: Seyfi viene distratto da Yavyz, così da investire qualcosa o qualcuno nuovamente in mezzo alla strada. Seyfi sterza inutilmente e il pulmino finisce in un torrente.
A questo punto, riviviamo alcuni ricordi recenti dei poliziotti, fra cui una conversazione fra Arda e Remzi in cui il primo rivela di essere in realtà il bambino dell'incipit. In quell'occasione, il poliziotto aveva appena fatto un giuramento con alcuni amici in base al quale il primo di loro che sarebbe morto avrebbe dovuto apparire in sogno agli altri senza spaventarli. Scopriamo dunque che proprio in quella notte uno degli amici di infanzia dell'uomo era effettivamente morto, e che quanto abbiamo visto era un incubo in cui questi gli era apparso. Improvvisamente, Arda viene estratto dall'acqua: i poliziotti interagiscono dunque con una banda di nomadi che si è stabilita lì, e vengono aiutati da quello che sembra essere il loro capo nell'esplorare il territorio circostante dal momento che Seyfi è convinto di aver investito un uomo. Alcuni dei nomadi rivolgono loro delle frasi inquietanti: in particolare una bambina sembra fare riferimento alla vicenda di Arda.
Mentre Seyfi cede alla preoccupazione dopo aver scoperto che la radio con cui potrebbero richiedere aiuto non funziona, i poliziotti vengono sorpresi da un uomo che scappa e impreca contro di loro. Seguendolo, essi scoprono l'esistenza di una vecchia stazione di polizia ormai in disuso; qui trovano un ambiente molto fatiscente, pieno di escrementi e corpi di animali in decomposizione.Dopo aver dato un'occhiata in giro, i poliziotti scoprono che l'uomo che scappava era un poliziotto di un'altra unità che ha perso completamente il senno e non riesce più ad esprimersi in maniera coerente, nemmeno quando gli chiedono se è stato lui a richiedere rinforzi. Il gruppo continua dunque ad esplorare l'edificio. Alcuni di loro scendono nella zona più buia dello stabile, e qui scoprono dei prigionieri che nel frattempo compiono alcuni atti a dir poco raccapriccianti, torturandosi a vicenda e compiendo strani atti sessuali.
Mentre la macabra esplorazione continua, i poliziotti scoprono delle pitture rupestri che mostrano persone impegnate negli stessi atti che hanno avuto modo di osservare dal vero, oltre ad altri antichissimi documenti. I poliziotti continuano ad esplorare, trovando locali completamente imbrattati di sangue e ricchi di carcasse umane e scoprendo, infine, la presenza di alcuni individui che ne stanno macellando altri. Quando questi si rendono conto della presenza dei poliziotti li aggrediscono: essi cercano di fuggire via, ma i selvaggi sono alle loro calcagna e li catturano. Improvvisamente, Arda ha una visione: un bambino apparentemente sano lo fissa per poi chiudersi in una stanza. A questo punto abbiamo modo di rivivere un'altra recente conversazione fra Arda e Remzi: i loro discorsi sono tuttavia incentrati sul presente possiamo dedurre che i due sono stati chiamati in quel luogo da esseri sovrannaturali con cui hanno già interagito in passato. Nel frattempo, i selvaggi lì presenti continuano con i loro macabri riti.
Ad un certo punto arriva quello che sembra essere il capo della setta: tutti gli adepti vanno in adorazione. La figura si avvicina a poco a poco ai nuovi prigionieri, e presto si rivela come un essere mostruoso, dall'aspetto solo vagamente umanoide. Questi rivela loro che attraverso questo luogo essi sono entrati inavvertitamente nell'inferno, svelando che l'inferno non è un posto fisico da raggiungere ma qualcosa che è sempre presente al fianco di ciascun essere umano. A questo punto, il demone inizia a scuoiare Apo ed a nutrirsi di lui, finendo per ucciderlo strappandogli via l'intestino. A questo punto, il demone rivolge le attenzioni a Yavuz, che dopo essere stato tanto spavaldo e aggressivo in passato ora sta piangendo. Dopo avergli fatto un discorso circa quello che è stato il suo comportamento in quanto essere umano, il demone lo accoltella in un occhio. Immediatamente dopo, Yavuz viene costretto ad avere un rapporto sessuale con una donna travestita da capra. A questo punto, anche Yanuz viene ucciso.
Fatto ciò, il demone rivolge le sue attenzioni ad Arda: Remzi cerca allora di attirare le attenzioni su di sé. In un primo momento il demone sembra ignorarlo, tuttavia dopo aver soltanto spaventato Arda uccide proprio Remzi, ricoprendosi in maniera rituale del suo sangue. A questo punto, riviviamo un'ultima volta la solita conversazione: si tratta di un sogno ad occhi aperti in cui l'ormai defunto Remzi consegna ad Arda una chiave con cui potrà mettere finalmente fine alle sue pene. La chiave si trasforma dunque in una preziosa arma che gli permette di liberarsi ed uccidere il demone: il resto della setta ora sembra venerarlo, e così riesce a fuggire via delirante. Mentre Arda corre e urla, tuttavia, scopriamo che l'uomo si trova catapultato nel passato recente: il pullman in cui lui stesso viaggiava qualche ora prima lo travolge, rivelando dunque che l'uomo che Seyfi era convinto di aver investito era proprio lui.

## Produzione
Il film è stato girato ad Istanbul e prodotto in maniera completamente indipendente dal regista con un budget di circa 350.000 dollari. La fase di pre-produzione è durata 2 mesi, mentre le riprese si sono svolte in soli 28 giorni.

## Distribuzione
A livello internazionale, il film è stato distribuito direttamente nel mercato home video. Il DVD/Blu-ray è stato distribuito inizialmente da Capelight Pictures in un'edizione limitata per la sola Germania, ma successivamente la distribuzione è passata in mano a Scream Factory, che ha pubblicato DVD e Blue Ray in tutto il mondo. In Italia, il film è disponibile on demand sulla piattaforma Prime Video.

## Accoglienza
Su Rotten Tomatoes, il film ha ottenuto un indice di gradimento del 78% sulla base di 41 recensioni, con un voto di 6,66 su 10. Su Mediacritic, invece, il film ottiene un punteggio di 58 su 100 sulla base di 12 recensioni.